# Holt vidék
A Holt vidék 1972-ben bemutatott magyar filmdráma, amit Gaál István rendezett a saját maga és Nádas Péter által írt forgatókönyvből. A történet egy elnéptelenedő baranyai falu utolsó lakóinak életét követi nyomon, amihez inspirációul többek közt az ekkoriban valóban elnéptelenedő Gyűrűfű szolgált. A főszereplők közt megtalálható Törőcsik Mari, Patkós Irma, Ferenczy István és Szergej Elisztratov.
Magyarországon 1972. április 6-án mutatták be a mozikban.

## Cselekmény
A történet egy baranyai faluban játszódik, ami már majdnem teljesen elnéptelenedett, egyedül a Kántor család maradt ott. Erzsi néni mindig is itt élt és meghalni is itt akar, a családfő, Anti pedig fakitermeléssel dolgozik, ami elég jól jövedelmez. Anti felesége, Juli azonban egyre mélyebbre kezd süllyedni a depresszióban, amikor fiukat, Andrist felveszik a fővárosi kollégiumba.

## Szereplők
- Törőcsik Mari – Juli, Kántor felesége
- Ferenczy István – Kántor Anti
- Patkós Irma – Erzsi néni
- Szergej Elisztratov – Andris, Juliék fia
- Ambrus András – Borda Sándor
- Papp József – Tanár
- Koltai János – Pap
- Pákozdi János – Varga Pista
- Elizabeth Windsor – Arlene, Pista felesége
- Borsóhalmi Józseg – Pomikli bácsi
- Lugossy István – Fotós
- Paláncz Ferenc – Benyó János
- Elaine Gibson, Jane Pearse, Jim Meeham, Richard Steel – Kanadai gyerekek

## Díjak, elismerések
- Karlovy Vary-i Nemzetközi Filmfesztivál (1972)
  - legjobb színésznő: Törőcsik Mari